# U 243
U 243 war ein deutsches Unterseeboot des Typs VII C. Dieser Typ wurde als „Atlantikboot“ bezeichnet. U 243 wurde durch die Kriegsmarine während des U-Boot-Krieges im Nordatlantik eingesetzt. Es konnte auf seiner einzigen Unternehmung keine Schiffe versenken oder beschädigen und wurde selbst am 8. Juli 1944 im Golf von Biskaya versenkt, wobei elf Besatzungsmitglieder starben, während 38 in alliierte Kriegsgefangenschaft gerieten.

## Technische Daten
Bereits vor dem Krieg baute die Kieler Germaniawerft U-Boote im Auftrag der Kriegsmarine, unter Verstoß gegen die Bestimmungen des Versailler Vertrages und zum Teil unter Geheimhaltung. Nach Kriegsbeginn wurden die Kapazitäten der Werft mit dem Bau von U-Booten ausgelastet, dabei war ein jährlicher Ausstoß von 42 Booten vorgesehen. Diese Menge konnte nie erreicht werden. Die Germaniawerft lieferte von 1940 bis 1944 insgesamt 58 Boote des Typs VII C aus. Dieses Modell wurde von zwei Dieselmotoren angetrieben, die bei Überwasserfahrt eine Geschwindigkeit von 17 Knoten, das sind 31,5 km/h, erlaubten. Unter Wasser ermöglichten die zwei Elektromotoren eine Fahrt von 7,6 Knoten zu machen, was 14 km/h entspricht. Die Leistungskraft der Batterien ermöglichte die Unterwasserfahrt bei Höchstgeschwindigkeit allerdings nur für eine Stunde.

## Kommandant
Hans Märtens wurde am 1. Januar 1918 in Bernburg geboren und trat 1937 in die Kriegsmarine ein. Er diente bis 1943 als Wachoffizier und Kommandant bei diversen Minensuch-Flottillen. Seine U-Boot- und U-Bootkommandantenausbildung absolvierte er von Februar bis August 1943. Kurze Zeit später erhielt er das Kommando auf U 243.

## Einsatz und Geschichte
Von der Indienststellung bis Mai 1944 war U 243 der 5. U-Flottille unterstellt und in Kiel stationiert. Kommandant Märtens unternahm in dieser Zeit Ausbildungsfahrten in der Ostsee, um die Mannschaft mit dem Boot vertraut zu machen und die Besatzungsmitglieder aufeinander einzuspielen. Im Juni 1944 wurde U 243 der 1. U-Flottille zugeteilt. Am 8. Juni 1944 lief Kommandant Märtens vom norwegischen Flekkefjord zu seiner ersten Feindfahrt mit U 243 aus. Zwei Tage später ließ Märtens auf ein Flugzeug feuern, dass sich als deutsche Junkers Ju 88 herausstellte. Das Flugzeug wurde abgeschossen. Auf der Fahrt nach Brest, dem Stützpunkt der 1. U-Flottille, wurde das Boot versenkt.

### Versenkung

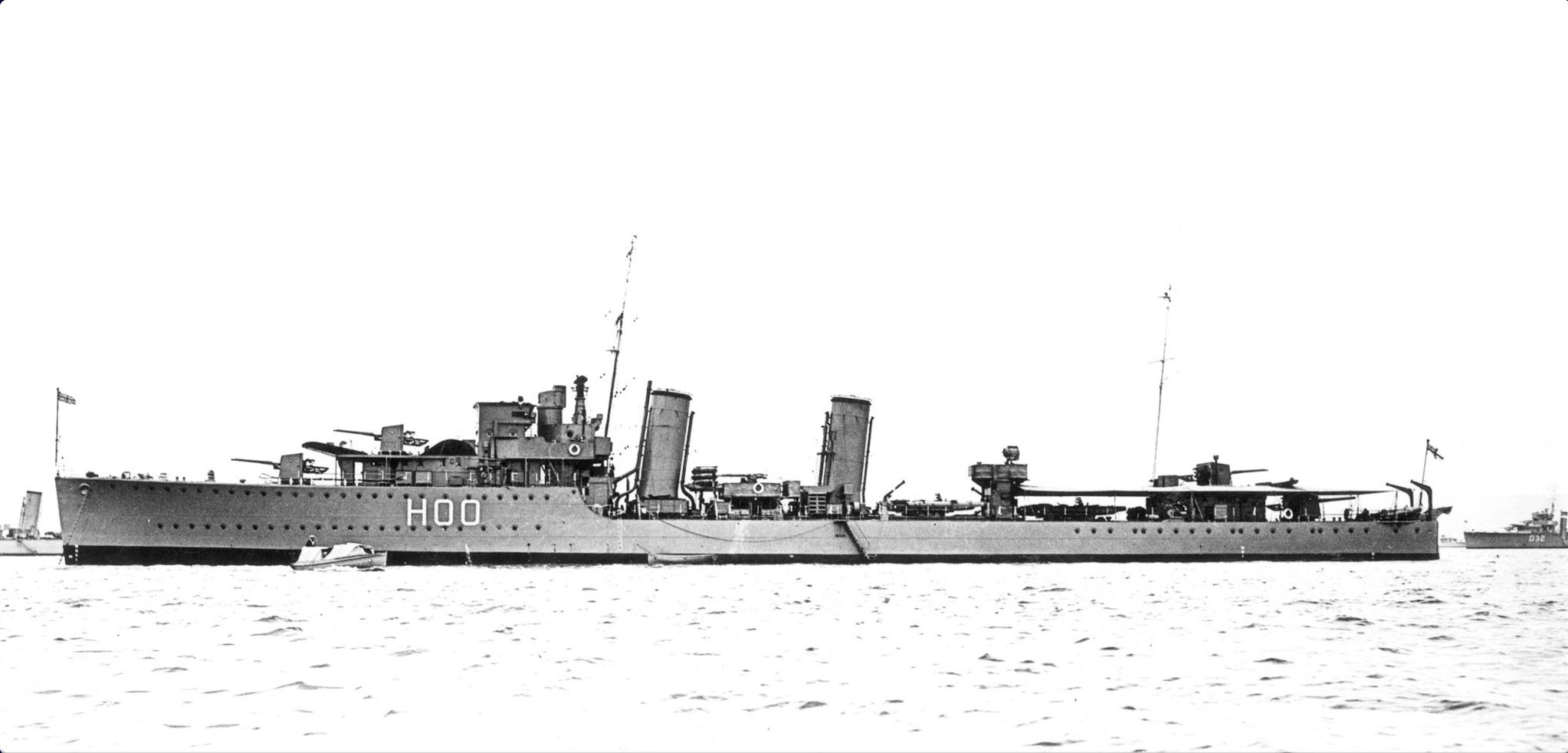
Die HMCS Restigouche nahm Überlebende von U 243 auf

Eine Short Sunderland des Zehnten RAF-Geschwaders entdeckte am 8. Juli 1944 gegen halb Drei Uhr Nachmittags ein aufgetaucht fahrendes deutsches U-Boot. Als sich das Flugzeug näherte, wurde es von der Flak des Bootes unter Feuer genommen, was die Sunderland mit Maschinengewehrfeuer erwiderte. Im nun beginnenden Feuergefecht gelang es dem australischen Bugschützen, die deutschen Besatzungsmitglieder, die die U-Bootartillerie bemannten, durch gezielten Beschuss zu töten. Während eines erneuten Anfluges warf die Sunderland mehrere Wasserbomben, die nahe am Boot detonierten, das daraufhin stoppte und mit Schlagseite liegenblieb. Während die deutsche Besatzung Schlauchboote wasserte und von Bord ging, wurde das U-Boot von einer weiteren Sunderland des Zehnten Geschwaders, sowie einem hinzugekommenen Bomber der US-Navy attackiert. Schließlich hob U 243 den Bug und sank dann über Heck. Die überlebenden deutschen Besatzungsmitglieder wurden vom kanadischen Zerstörer Restigouche gerettet. Kommandant Märtens, der während des Gefechts mit der Sunderland eine schwere Kopfverletzung erlitten hatte, erlag später seinen Verletzungen. Bei der Zerstörung des U-Bootes starben einschließlich des Kommandanten Märtens elf Besatzungsmitglieder, während 38 überlebten und in alliierte Kriegsgefangenschaft kamen.